# Igor Mitrović
Igor Mitrović, slovenski violončelist, * 11. januar 1968, Bejrut.
Diplomiral je na Akademiji za glasbo v Ljubljani v razredu prof. Miloša Mlejnika. Izpopolnjeval se je na Akademiji za glasbo v Baslu pri Antoniju Menesesu in Walterju Levinu. Bil je udeleženec mojstrskih tečajev pri Danielu Šafranu, Janošu Štarkerju, Borisu Pergamenščikovu in drugih. Leta 1987 je prejel drugo nagrado na Tekmovanju mladih umetnikov v Zagrebu. Krstno je izvedel in posnel več skladb slovenskih in tujih skladateljev. Od leta 1994 je solo-violončelist Simfonikov RTV Slovenija. Kot solist in član različnih komornih skupin nastopa doma in v tujini. V oktobru 2005 je začel poučevati na Deželnem konzervatoriju v Celovcu.